# 자즈크
자즈크(튀르키예어: cacık, 아제르바이잔어: cacıq, 이라크 아랍어: جاجيك 자지크[*])는 튀르키예, 아제르바이잔 등 옛 오스만 제국 지역에서 즐겨 먹는 음식이다. 오이와 요구르트로 만들며, 묽은 수프 형태가 있고, 걸쭉한 딥 형태가 있다. 주로 메제(전채)나 부식으로 낸다.

## 이름
튀르키예어 "자즈크(cacık)"는 오스만 터키어 "자즈그(جاجیگ)"에서 나온 말이며, 그 이상의 어원은 불명확하다. 지지포라속(Ziziphora) 등에 속하는 여러 식용 허브를 가리키는 페르시아어 "자즈(ژاژ)"가 차용되었을 가능성이 있다. 동원어로 "캐러웨이"를 뜻하는 쿠르드어 "자지(jaj)"가 있다. 아르메니아어 "차처흐(ճաճըխ)"는 튀르키예어나 쿠르드어에서, 그리스어 "자지키(τζατζίκι)"와 이라크 아랍어 "자지크(جاجيك)"는 튀르키예어에서 차용한 말이다. 치즈 같은 음식을 뜻하는 아르메니아어 "자지크(ժաժիկ)"도 동원어일 가능성이 있다.
에블리야 첼레비가 쓴 17세기 기행문 《세야하트나메》에서는 "자즈크(cacıχ)"를 식용 허브로 설명하며, 아흐메트 베피크 파샤가 쓴 1876년 오스만 튀르키예어 사전에서는 "자즈크(cacık)"를 요구르트를 넣어 만든 허브 샐러드라 풀이했다.

## 지역별 자즈크

### 이라크
이라크에서는 자즈크가 자지크(جاجيك)로 알려져 있다. 주로 메제로 내며 아라크 등 술에 곁들이기도 한다.

### 터키

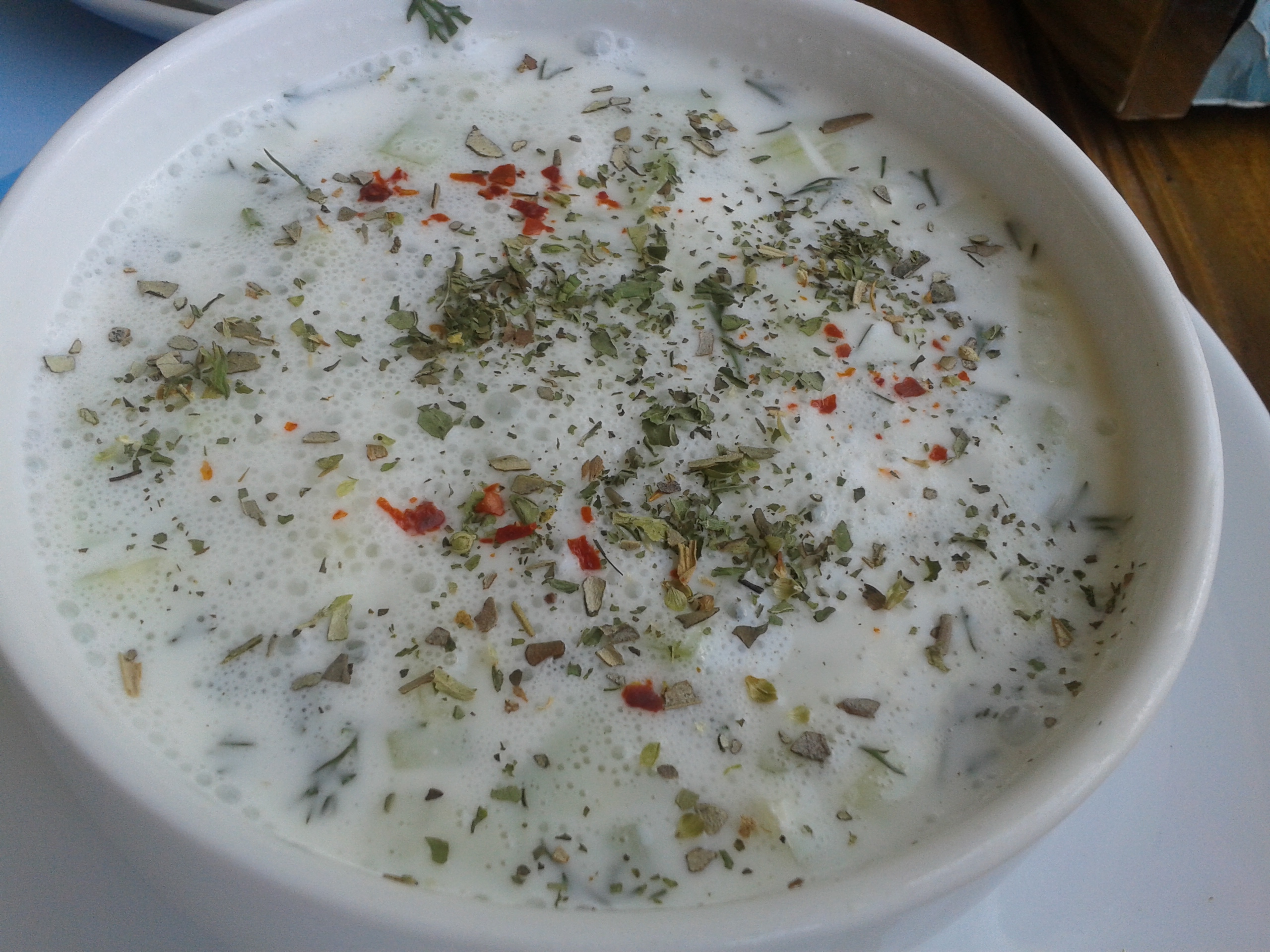
향신료와 허브를 뿌린 자즈크

오이와 요구르트, 마늘을 넣어 만들며, 때에 따라 민트, 양파, 백리향, 딜, 올리브유 등을 넣는다. 터키에서는 자즈크를 주요리에 곁들이는 부식으로 내며, 물을 타 묽은 수프처럼 만들어 먹는 경우가 많다. 메제(전채)로 낼 때는 물을 타지 않으며, 구운 고기류와 함께 낼 때는 파프리카를 넣기도 한다. 드물게 오이 대신 당근이나 양상추를 넣어 만들기도 하며, 이 경우에 겨울 자즈크(kış cacığı 크슈 자즈으[*])라 불린다.
- 풋아몬드 자즈크(çağla cacığı 찰라 자즈으[*])는 안탈리아 지방의 자즈크이다. "찰라(çağla)"는 풋아몬드 열매를 뜻한다. 여과 요구르트에 소금과 물을 타고, 잘게 썬 풋아몬드와 다진 마늘을 넣어 만들며, 올리브유를 뿌리고 민트 잎을 올려 낸다.
- 식초 자즈크(sirkeli cacık 시르켈리 자즈크[*])는 식초를 넣어 만든 자즈크이다. 요구르트에 잘게 썬 오이, 다진 마늘, 소금, 민트 잎을 넣은 다음 식초를 넣어 섞는다.

## 비슷한 음식
자즈크와 비슷한 음식으로 그리스의 자지키(τζατζίκι)와 발칸반도의 타라토르(таратор)가 있다.
아제르바이잔의 오브두크(ovdukh)는 케피르나 요구르트 등 발효유로 만들고, 오이 외에도 고수, 딜, 바질 등 허브와 파를 넣어 만든다. 채소, 달걀, 햄 등을 섞은 것에 부어 먹기도 하며, 이것이 "캅카스 오크로시카"로 불리기도 한다.
이란의 아브 두그 히야르(آب‌دوغ‌خیار)와 마스트 오 히야르(ماست و خیار)도 오이와 발효유로 만든 음식이다. 아브 두그 히야르는 두그를 넣어 묽은 수프처럼 만든 음식이고, 마스트 오 히야르는 여과 요구르트로 걸쭉하게 만든 딥이다.
다히로 만드는 소스인 남아시아의 라이타와도 유사성이 있다.